# Гёц, Роберт Ханс
Роберт Ханс Гёц (нем. Robert Hans Goetz; 17 апреля 1910, Франкфурт-на-Майне — 15 декабря 2000, Скэрсдейл, штат Нью-Йорк) — американский хирург немецкого происхождения, который провёл первое удачное маммарокоронарное шунтирование. Операция была проведена в США 2 мая 1960 года в медицинском колледже им. Альберта Эйнштейна.
Гёц стал профессором хирургии колледжа им. Альберта Эйнштейна в 1957 году и затем профессором хирургии в Муниципальном Госпитале Бронкса. Он вышел на пенсию в 1982 году.

## История и жизнедеятельность
Родившись в Франкфурте-на-Майне, Гёц был сыном сын скульптора и каменотеса. После посещения франкфуртской школы Гельмгольц и окончания медицинского института в Германии в 1934 году Гёц не мог и не желал продолжить свою карьеру в Германии из-за своей антифашистской позиции.
В дальнейшем, Гёц посетил Швейцарию, Швецию и затем ЮАР, где провел в Кейптауне Вторую мировую войну и послевоенное время. Он принимал участие в научных кругах, в частности, про обращение с дикими животными и измерил первый сердечный выброс семейства Кошачьих и жирафов с помощью метода, разработанного Адольфом Фиком. Исследования кровоснабжения мозга жирафов были очень проницательными и полезными. Он использовал в своих исследованиях весьма продвинутые методы, такие как 16 мм камеры для документирования своих экспериментов.
Гёц разработал инструмент, который был использован в поясничной симпатэктомии. Кардиохирург Кристиан Барнард был студентом Гёца.
В 1950 году Гёц уехал в США и устроился на работу в престижном колледже медицины им. Альберта Эйнштейна в Нью-Йорке. Тем не менее, его большой вклад, вероятно, является первым коронарным шунтированием, которое он смог успешно выполнить 2 мая 1960 года. Хотя Рене Фавалоро обычно считается первым хирургом, выполнившим аутовенозное аортокоронарное шунтирование. Перед Фавалоро советский хирург Василий Колесов выполнил коронарное шунтирование 25 февраля 1964 года. Гёц провел свою операцию без аппарата искусственного кровообращения. Его пациент жил после операции в течение года. Успех операции не был признан и Гёц был обвинен по причине, что действовал неэтично.
Гёц был очень талантливым, разносторонним человеком. Его успех в рисовании позволил ему изобразить многие свои операции из истории болезней пациентов.